# Nateln (Welver)
Nateln – wieś w gminie Welver w powiecie Soest, w kraju związkowym Nadrenia Północna-Westfalia, w rejencji Arnsberg.

## Demografia
Według spisu ludności z końca 2024 roku, w Nateln mieszkało 190 mieszkańców, z czego 101 to mężczyźni, a 89 kobiety.

## Geografia

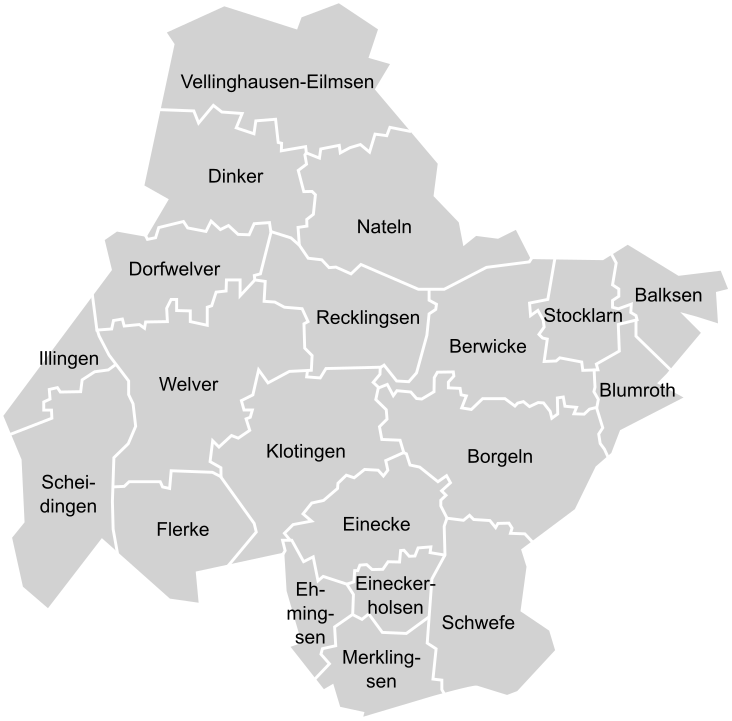
Dzielnice gminy Welver

Nateln mierzy powierzchnię 6,17 km².
Dzielnica leży w północnej części gminy i graniczy z czterema innymi dzielnicami: Vellinghausen-Eilmsen, Dinker, Recklingsen i Berwicke. Sama dzielnica Nataln składa się z trzech mniejszych dzielnicy: Hündlingsen, Berksen i Hacheney.

## Etymologia
Nazwa wsi wielokrotnie uległa zmianie i dopiero od 1819 roku pozostała przy obecnej nazwie. Wcześniej nazywała się następująco:
- Northaldum (1167)
- Norholle (1285)
- Nortelen (1313)
- Northolen (1369)
- Norteln (1532)
- Nartelen (1620)

## Historia
Pierwsza wzmianka o Nateln pochodzi z 1280 roku. Wówczas wieś nazywała się Norholle. Inne źródła podają natomiast, że pierwsza wzmianka pochodzi z 1167 roku i wtedy wieś nazywała się Northaldum.
W 1899 roku związek Aurora II prowadził odwierty w poszukiwaniu węgla i odkrył źródło solankowe na głębokości 220 m. Nie przyniosło to jednak miastu żadnych korzyści, gdyż źródło pozostawało nieużywane przez ponad sześć dekad. Co godzinę do rzeki Ahse wpływało 57 600 litrów solanki i minerałów, aż w lutym 1967 roku, po długich sporach, źródło zabetonowano.

### Reorganizacja gmin
W ramach reorganizacji gmin 1 lipca 1969 roku Nateln wraz z 20 innymi miejscowościami stało się częścią nowej gminy Welver.

## Polityka
Burmistrzem Nateln jest Michael Schulte.